# Fumaria asepala
Fumaria asepala är en vallmoväxtart som beskrevs av Pierre Edmond Boissier. Fumaria asepala ingår i släktet jordrökar, och familjen vallmoväxter. Inga underarter finns listade i Catalogue of Life.